# Roetschorsschimmel
De roetschorsschimmel (Cryptostroma corticale) is een schimmelsoort die roetschorsziekte bij vooral de gewone esdoorn veroorzaakt. De sporen zijn latent aanwezig in het hout van veel gezonde bomen. Bij verzwakking van de boom door warmte en vochttekort wordt de schimmel parasitair en dood de gastheer vaak binnen een jaar.

## Kenmerken
Aangetaste bomen zijn herkenbaar aan verwelking, bladverlies, tekenen van kroondood en cambiumnecrose, langwerpige bastscheuren en slijmafscheiding op de stam. Infecties worden bevorderd door een droog en warm klimaat en waterschaarste. Oudere bomen met een goede watervoorziening zijn minder vatbaar voor infecties. Het spinthout van aangetaste stammen kan een groene en blauwe verkleuring vertonen. Uiteindelijk zullen dode maar nog steeds staande bomen hun buitenste bastlagen loslaten. De schors bladdert af en grote massa's zichtbaar geworden donker zwartbruine conidia kunnen zich gemakkelijk verspreiden. De sporen zijn bruin, 4 tot 6 µm lang en 3,5 tot 4 µm breed. 

## Verspreiding
De schimmel komt oorspronkelijk uit Noord-Amerika. Roetschorsziekte werd voor het eerst beschreven vanuit Canada in 1889 en is wijdverbreid in het gebied van de Grote Meren. In de Verenigde Staten is het geregistreerd in de aan Canada grenzende staten Michigan en Wisconsin en ook in de staat Colorado in 1895 en meer recentelijk in de staat Washington, eerst in Whitman County in 1968 en op verschillende locaties in Seattle in 2020 en 2021.
In Europa werd de schimmel voor het eerst ontdekt in Groot-Brittannië in 1945 in Wanstead Park, Londen. Vanaf 1948 werd de aanwezigheid gerapporteerd uit Frankrijk. In 1952 werd een eerste vermoedelijk geval gemeld uit Italië, waar de roetschorsziekte pas in 2013 terugkeerde. De eerste waarneming uit Nederland stamt uit 2014.